# Виктор Цой (книга)
«Виктор Цой» — биография лидера группы «Кино» Виктора Цоя, первая книга о российских рок-музыкантах в серии «Жизнь замечательных людей». Автор — Виталий Калгин. Особо отмечается, что «в отличие от работ Александра Житинского, Алексея Рыбина и прочих „вспоминателей“, книга Калгина была одобрена близкими Цою людьми — в первую очередь, музыкантами группы „КИНО“».

## История
Мысль выпустить «достойную книгу о Цое» зародилась у автора, по его собственному признанию, уже в 2010 году, «вскоре после выхода книги Житинского „Цой форевер“», которая его разочаровала.
Начиная с 2015 года в разных московских издательствах выходят биографические исследования Виталия Калгина о Цое; по информации журнала «GQ», «содействие энтузиасту оказали Наталия Разлогова и её муж Евгений Додолев».
Первой в январе 2015 года в малой серии «ЖЗЛ» (издательство «Молодая Гвардия») вышла книга «Виктор Цой». Издание состоит из трёх частей, выстроенных в порядке хронологии: детство и юность (1962—1977), период с 1977 по 1987 год и звёздный финал Виктора (1987—1990). Поскольку Калгин — юрист по образованию, «он и действует, как следователь — серьёзно и скрупулезно восстанавливает хронологию событий, используя лишь проверенную информацию».
Официальная презентация книги прошла 5 сентября 2015 года в Москве, в ходе Московской международной книжной выставки-ярмарки на ВДНХ.
В сентябре 2016 года библиотека № 117, расположенная в районе Некрасовка (г. Москва, 2-я Вольская улица, д. 20), составила список самых востребованных у читателей книг: на первой строчке оказалась эта книга «ЖЗЛ».

## Рецензии и отзывы
Про книгу «ЖЗЛ» «Виктор Цой» (которую «Музыкальная правда» назвала «первой адекватной биографией Цоя») музыкальный критик газеты «Коммерсантъ» Борис Барабанов писал:
Для поколения сорокалетних слова «Цой» и «ЖЗЛ» на одной книжной обложке — уже достаточно, чтобы пополнить библиотеку книгой Виталия Калгина. И совершенно неважно, что Калгин — не музыкант, не критик, не участник событий и вообще крайне скромная, если не сказать таинственная персона. Информацию для своего сочинения Виталий Калгин подобрал самым скрупулёзным образом. Им обработаны в буквальном смысле сотни источников, не менее половины из которых — оригинальные интервью, взятые автором.
Фёдор Лавров, лидер панк-группы «Бегемот», сказал:
«В книге очень много интересного… И работа проделана огромная. А ахинею пусть пишут те, кому просто сил не хватило так кропотливо поработать».
Владимир Митин, автор-составитель книги «Это сладкое слово Камчатка», признаёт:
«Так как я являюсь поклонником творчества группы „КИНО“ и Виктора Цоя уже больше 15 лет, собираю различные материалы, связанные с участниками, то удивить меня подобные издания могут далеко не часто. Но надо сказать прямо — данная книга меня приятно удивила».
Сам автор считает, что в подобного рода исследованиях «дилетант круче профессиональных журналистов»; возможно, этим и объясняется «высокий темп продаж».
В этой работе «фраза за фразой выстраивается портрет одного из главных российских рокеров и группы, ставшего кумиром для нескольких поколений»; «десять процентов авторского текста и девяносто — косвенной речи».
Книга понравилась Алексею Венедиктову.
«Независимая газета» отметила «особенность фанатского подхода» в работе Калгина.

## Критика
Некоторые рецензенты считают эту книгу «не доведённой до совершенства» и отношение у них к ней «неоднозначное»; на сайте Рашида Нугманова фанаты отмечали наличие фактических ошибок, а в журнале «Rolling Stone Russia» отмечено: «о посмертной славе Цоя здесь почти ничего нет».
В газете «Смена» высказали пожелание: если издательство «задумает переиздать этот труд в большой серии, стоит подумать о дополнениях текста или его переработке», а обозреватель издания «Российская газета» высказался о работе Калгина следующим образом: «расспросил всех, кого смог, но не осилил объяснить главное», хотя, например, «Комсомольская правда» называет книгу «любопытной».

## Факты
- Сам герой книги вырос на литературе из библиотеки «ЖЗЛ»[19][30][31].